# PAW Patrol: The Movie
PAW Patrol: The Movie (bra: Patrulha Canina: O Filme; prt: Patrulha Pata: O Filme) é o filme de animação de comédia e aventura canadense de 2021, baseado na série de televisão PAW Patrol criada por Keith Chapman. Produzido pela Spin Master Entertainment, a empresa de brinquedos por trás da série original, a animação foi produzida pela Mikros Image. Dirigido por Cal Brunker (a partir de um roteiro de Billy Frolick, Brunker e Bob Barlen) e produzido por Jennifer Dodge, Patrulha Canina: O Filme é o primeiro de vários filmes produzidos sob a bandeira da Spin Master Entertainment e a primeira adaptação cinematográfica da série PAW Patrol. O filme segue Ryder e os filhotes que são chamados para Adventure City para salvá-la do malvado Prefeito Humdinger antes que ele destrua a movimentada metrópole.
Este filme conta com as vozes de Kingsley Marshall, Keegan Hedley, Shayle Simons, Lilly Bartlam, Ron Pardo e Kim Roberts (repetindo os respectivos papeis da Patrulha Canina), além de Iain Armitage, Marsai Martin, Yara Shahidi, Kim Kardashian, Randall Park, Dax Shepard, Tyler Perry, Jimmy Kimmel e Will Brisbin (o primeiro papel deste último na interpretação).
Patrulha Canina: O Filme foi lançado nos cinemas no Reino Unido e na Irlanda em 9 de agosto de 2021, nos Estados Unidos em 20 de agosto de 2021 pela Paramount Pictures. No Brasil, foi lançado em 9 de setembro de 2021. Em Portugal, foi lançado em 19 de agosto de 2021. O filme está disponível também no streaming Paramount+ para assinantes grátis (a partir da mesma data de lançamento). Patrulha Canina: O Filme recebeu críticas mistas a positivas dos críticos.

## Enredo
Quando o maior rival da Patrulha Canina, o Prefeito Humdinger, se torna prefeito da vizinha Adventure City e começa a causar estragos, Ryder e os filhotes heróicos favoritos de todos entram em ação para enfrentar o desafio de frente. Enquanto um dos filhotes deve enfrentar seu passado em Adventure City, a equipe encontra a ajuda de um novo aliado, o atrevido dachshund, Liberty. Juntos, armados com novos dispositivos e equipamentos empolgantes, a Patrulha Canina luta para salvar os cidadãos de Adventure City e impedir o Prefeito Humdinger de destruir a agitada metrópole.

## Elenco
- Iain Armitage como Chase, um pastor alemão que serve como filhote de policial. Armitage substitui Justin Paul Kelly, da série.
- Marsai Martin como Liberty, uma dachshund que mora em Adventure City, e uma nova aliada da Patrulha Canina.
- Yara Shahidi como Kendra Wilson, uma cientista que cria os novos equipamentos e dispositivos para os filhotes.
- Kim Kardashian como Delores, uma poodle atrevida que trabalha em um abrigo para animais.
- Randall Park como Butch, um guarda de segurança.
- Dax Shepard como Ruben, outro guarda de segurança que trabalha com Butch.
- Jimmy Kimmel como Marty Muckraker, o âncora de notícias da Adventure City News Network.
- Will Brisbin como Ryder, um humano de 10 anos que serve como líder da equipe de Patrulha Canina. Brisbin substitui Beckett Hipkiss, da série.
- Tyler Perry como Gus, um motorista de caminhão em Adventure City, que é resgatado por Chase.
- Kingsley Marshall como Marshall, um dálmata que serve como um filhote de bombeiro.
- Lilly Bartlam como Skye, uma cockapoo que serve como filhote aviador.
- Callum Shoniker como Rocky, um vira-lata cinza e branco que serve como um filhote de reciclador. Callum Shoniker, que dublou o Copycat na sexta e sétima temporadas da série, substitui Jackson Reid da série.
- Shayle Simons como Zuma, um labrador retriever marrom, que serve como um filhote de resgate aquático.
- Keegan Hedley como Rubble, um buldogue que trabalha como um cachorrinho de construção.
- Ron Pardo como Prefeito Humdinger, o ex-prefeito de Foggy Bottom e o maior rival da Patrulha Canina que se torna o prefeito da vizinha Adventure City.
  - Ron Pardo também dá voz ao Cap'n Turbot, um especialista em animais e um dos melhores amigos da Patrulha Canina.
- Kim Roberts como Prefeita Goodway, uma prefeita de Adventure Bay que mora na Prefeitura.

O cantor e compositor irlandês Ronan Keating, tem uma aparência de cameo.

## Produção
Em novembro de 2017, Ronnen Harary confirmou que Spin Master está "atualmente considerando a possibilidade de estender a franquia PAW Patrol para filmes em algum momento nos próximos 12 a 24 meses." Testes de animação foram realizados em 2017 para medir como os personagens "seriam traduzidos para a tela grande" e a empresa está atualmente em processo de desenvolvimento de um roteiro de filme. Em 8 de novembro de 2019, foi anunciado que Mikros Image em Montreal, cuidaria da animação. Existem 250 equipes de filmagem com uma equipe de cerca de 60 dedicados à animação. Seu maior desafio era criar animação de cinema de alta qualidade que não perdesse o sentido da série. Eles também estavam especialmente interessados em criar cenas de ação que tivessem uma qualidade mais realista.
Com o desenvolvimento do filme confirmado posteriormente em 21 de fevereiro de 2020, o filme será dirigido por Cal Brunker, que anteriormente dirigiu The Nut Job 2: Nutty by Nature e Escape from Planet Earth. A produção foi feita remotamente devido á pandemia de COVID-19.
Em 15 de outubro de 2020, Iain Armitage, Marsai Martin, Yara Shahidi, Kim Kardashian, Randall Park, Dax Shepard, Tyler Perry, Jimmy Kimmel e o estreante Will Brisbin foram anunciados como parte do elenco. Kim Kardashian compartilhou algo emocionante no Kids' Choice Awards!
Enquanto fazia uma aparição virtual na premiação no sábado, a estrela de Mantendo o Certo com os Kardashians, 41, deu uma espiada no próximo filme de animação Paw Patrol: The Movie.
Junto com Kardashian na pré-visualização do novo filme estavam Tyler Perry, Yara Shahidi e Marsai Martin, que emprestaram suas vozes ao filme de animação.
“Nós nos divertimos muito trabalhando neste filme. Meus filhos mal conseguiram acreditar quando eu disse que estaria nele”, disse a mãe de quatro filhos.
"É isso mesmo, todos nós ficamos maravilhados em trabalhar com os filhotes", disse Perry. "Dá para acreditar? Estamos em um filme com os filhotes. Espere até meu filho me ver. Estou no filme com os filhotes! Kim está no filme com os filhotes! Yara está no filme com os filhotes! Tão bom, é tão bom."
Shahidi acrescentou: "Vai ser muito divertido, ação e aventura." Em 13 de março de 2021, um primeiro look exclusivo do filme foi exibido durante o na Nickelodeon Kids' Choice Awards 2021. Em 3 de maio, os personagens foram revelados com a voz do elenco anunciando seus respectivos papéis. Para o papel de Ryder, mais de 1.000 pessoas foram testadas antes que o ator de 16 anos Will Brisbin de Sherwood Park, Alberta, Canadá, conseguisse o papel.
O roteirista Bob Barlen disse sobre focar em Chase para este filme, "Chase é como o quarterback". Ele acrescenta: "Chase meio que parece o personagem principal, então ser capaz de se expandir e meio que ter um personagem que falha e que tem que superar um obstáculo é importante. Fomos capazes de fazer mais do que o tempo do programa de TV permite. Começando em Adventure Bay, você o vê como o mesmo cachorrinho perfeito do programa em que ele está executando as coisas na perfeição. Foi aí que pudemos expandir sua história de fundo e criar algo que seria digno do filme. Então, você está a vê-lo pela primeira vez realmente cometer erros e bagunçar e chegar a um acordo com não ser perfeito e, em seguida, superar e superar esse medo. Isso foi realmente algo que nos entusiasmou em termos de contar uma história."
Embora Spin Master não revele o orçamento final de produção do filme, a animação CGI é mais lisa e mais texturizada do que a série, com o diretor Cal Brunker e sua equipe remodelando e reconstruindo cada personagem, veículo e ambiente do zero. O filme também representou a realização de um sonho de vida para os colaboradores de Bob Barlen e Cal Brunker, que fazem filmes juntos há décadas. Brunker disse:

"Back before we ever got a chance to make a movie, Bob and I went to Hollywood for the first time and we actually paid to go on the Paramount lot tour. You know, you get to see behind the gates. We said to each other, wouldn’t it be amazing if one day we were making a movie for Paramount? Well, we’re six or seven weeks away from our first movie for Paramount coming out. And to be entrusted with such a beloved brand for so many people and to be able to share that with the world, this is a dream come true for us. It’s been something we’ve been working towards for a long time and, and it’s a real gift."
Em 14 de julho, foi anunciado que Ronan Keating, Richard Arnold, Sam Faiers e Tom Fletcher foram adicionados ao elenco como parte das participações de voz para o dub no Reino Unido e na Irlanda.

## Música
Heitor Pereira compôs a trilha sonora do filme. Anteriormente, ele colaborou com o diretor Brunker em The Nut Job 2: Nutty by Nature. Em 2 de junho de 2021, foi confirmado que Adam Levine fornecerá uma canção original, intitulada "Good Mood". A faixa foi lançada em 6 de agosto.
Outra música, intitulada "The Use in Trying", foi anunciada em 2 de agosto de 2021 e lançada em 10 de agosto, co-escrita por Alessia Cara (que interpreta a faixa) e Jon Levine, que também atua como produtor. Levine afirmou que "sua voz única tece uma bela canção que captura a tristeza e a incerteza durante um momento culminante do filme".

## Lançamento

### Teatral e streaming
Durante a teleconferência de lucros do primeiro trimestre de 2019 da Spin Master, um filme de animação baseado na série foi anunciado como "em andamento" com uma data de lançamento nos cinemas em agosto de 2021.
Em 24 de abril de 2020, o lançamento do filme nos cinemas foi anunciado para 20 de agosto de 2021. O filme também estará disponível para transmissão na Paramount+ no mesmo dia em que for lançado nos cinemas, embora tenha sido empurrado para coincidir com a data de estréia após um atraso original de 45 dias.
Em julho de 2021, a Paramount Pictures no Reino Unido e Irlanda anunciaram que o filme seria lançado nos cinemas britânicos e irlandeses em 9 de agosto de 2021.

### Marketing
Os parceiros do Reino Unido incluindo Spin Master, Play by Play, Crayola, VTech, Sambro, RMS International e Kiddieland assinaram um contrato para promover o PAW Patrol: The Movie.
Em 30 de junho de 2021, Mattel tem seus direitos de contrato de licenciamento para criar uma seleção de itens sob suas marcas Mega Bloks e Uno, que inclui mais de 10 produtos apresentando os personagens do filme. A linha de produtos estará disponível no outono de 2021.
Em 10 de junho de 2021, um videogame baseado no filme foi anunciado, intitulado PAW Patrol The Movie: Adventure City Calls. Desenvolvido por Drakhar Studio e também publicado pela Outright Games, foi lançado para PlayStation 4, Xbox One, Nintendo Switch e Microsoft Windows em 13 de agosto de 2021. Uma série de livros baseados no filme foi publicada em 13 de julho de 2021. Uma linha de coleção de bonecos e brinquedos da Spin Master foi lançada em 1º de agosto de 2021 após a pré-venda de 15 de julho. Em junho de 2021, a PetPlate anunciou sua parceria para o lançamento do filme.
Em julho, a Marston's fechou um acordo com a Paramount Pictures para lançar um pacote de refeição exclusivo e máscara colecionável.

## Recepção
No agregador de críticas, do site Rotten Tomatoes, o filme tem uma taxa de aprovação de 100% com base em 10 resenhas, com uma classificação média de 6,70 / 10. No Metacritic, o filme tem uma pontuação média ponderada de 60 em 100, com base em 4 críticos, indicando "críticas mistas ou médias".